# Villers-Pater
Villers-Pater ist eine Gemeinde im französischen Département Haute-Saône in der Region Bourgogne-Franche-Comté.

## Geographie
Villers-Pater liegt auf einer Höhe von 260 m über dem Meeresspiegel, etwa 17 Kilometer südlich der Stadt Vesoul (Luftlinie). Das Dorf erstreckt sich nördlich des Flusstals des Ognon, am östlichen Rand der Talniederung des Ruisseau d'Authoison, zwischen den Waldhöhen von Bois Lajus im Westen und Bois de Villers-Pater im Osten.
Die Fläche des 4,67 km² großen Gemeindegebiets umfasst einen Abschnitt der gewellten Landschaft zwischen den Flusstälern von Ognon im Süden und Saône im Nordwesten. Das Gebiet wird vom Tal des Ruisseau d'Authoison durchquert, der für die Entwässerung nach Süden zur Quenoche sorgt. Die flache Talniederung mit fruchtbaren Alluvialböden weist eine Breite von ungefähr 500 Metern auf und liegt durchschnittlich auf 260 m. Nördlich des Dorfes mündet von links das Seitental von Argirey. Flankiert wird das Tal des Ruisseau d'Authoison auf beiden Seiten von bewaldeten Anhöhen, die meist Höhen von 300 bis 360 m erreichen. Sie bestehen zumeist aus Kalkschichten der oberen Jurazeit. Westlich des Tals dehnt sich das Waldgebiet des Bois Lajus aus. Nach Osten erstreckt sich das Gemeindeareal in die Waldungen des Bois de Villers-Pater. Hier wird mit 372 m die höchste Erhebung von Villers-Pater erreicht.
Zu Villers-Pater gehört die Hofsiedlung Argirey (275 m) in einem Seitental des Ruisseau d'Authoison. Nachbargemeinden von Villers-Pater sind Authoison und Vy-lès-Filain im Norden, Roche-sur-Linotte-et-Sorans-les-Cordiers und Loulans-Verchamp im Osten, Beaumotte-Aubertans im Süden sowie Ruhans im Westen.

## Geschichte
Im Mittelalter gehörte Villers-Pater zur Freigrafschaft Burgund und darin zum Gebiet des Bailliage d’Amont. Es bildete eine eigene kleine Herrschaft, die dem Kloster Saint-Vincent in Besançon unterstellt war. Zusammen mit der Franche-Comté gelangte Villers-Pater mit dem Frieden von Nimwegen 1678 definitiv an Frankreich. Zu einer Gebietsveränderung kam es 1832, als der Weiler Argirey, vorher eine eigenständige Gemeinde, mit Villers-Pater fusioniert wurde. Seit 2000 ist Villers-Pater Mitglied des 21 Ortschaften umfassenden Gemeindeverbandes Communauté de communes du Pays de Montbozon.

## Sehenswürdigkeiten
Die Dorfkirche von Villers-Pater stammt aus dem 18. Jahrhundert und besitzt eine reich geschnitzte Kanzel. Von der ehemaligen mittelalterlichen Burganlage sind nur noch wenige Überreste und Gräben erhalten. Das Château wurde im 19. Jahrhundert erbaut.

## Bevölkerung
| Jahr                       | 1962 | 1968 | 1975 | 1982 | 1990 | 1999 |
| Einwohner                  | 35   | 31   | 29   | 28   | 25   | 38   |
| Quellen: Cassini und INSEE |      |      |      |      |      |      |

Mit 49 Einwohnern (1. Januar 2022) gehört Villers-Pater zu den kleinsten Gemeinden des Département Haute-Saône. Nachdem die Einwohnerzahl in der ersten Hälfte des 20. Jahrhunderts deutlich abgenommen hatte (1886 wurden noch 96 Personen gezählt), wurden seit Beginn der 1960er Jahre nur noch geringe Schwankungen verzeichnet.

## Wirtschaft und Infrastruktur
Villers-Pater war bis weit ins 20. Jahrhundert hinein ein vorwiegend durch die Landwirtschaft (Ackerbau, Obstbau und Viehzucht) und die Forstwirtschaft geprägtes Dorf. Außerhalb des primären Sektors gibt es nur sehr wenige Arbeitsplätze im Dorf. Mittlerweile hat sich der Ort auch zu einer Wohngemeinde gewandelt. Einige Erwerbstätige sind deshalb Wegpendler, die in den größeren Ortschaften der Umgebung ihrer Arbeit nachgehen.
Der Ort liegt abseits der größeren Durchgangsachsen an einer Departementsstraße, die von Beaumotte nach Authoison führt. Eine weitere Straßenverbindung besteht mit Loulans-Verchamp.